# Buğra Ünal
Buğra Ünal (* 8. Mai 1997) ist ein türkischer Pentathlet.

## Karriere
Ünal kam Stück für Stück zum Modernen Fünfkampf. Zunächst lief er regelmäßig mit seinem Vater und begann unter dessen Anleitung mit dem Schwimmsport. Nach und nach lernte er dann Schießen, Fechten und Reiten. 2018 in Kairo trat er erstmals bei einer Weltcupveranstaltung an, wo er 22. wurde. 2019 qualifizierte er sich für das Weltcupfinale in Tokio, das er auf Platz 25 beendete. Für die Olympischen Sommerspiele 2020 verpasste er die Qualifikation. 2022 erreichte er als 13. beim Weltcup im bulgarischen Albena seine bis dato beste Weltcupplatzierung. Zudem gewann er bei den Weltmeisterschaften in Alexandria Bronze mit der Mixed-Staffel. Im Januar 2023 brach er sich nach einem Sturz von Pferd im Training das Schlüsselbein. Im Sommer 2023 konnte Ünal bei den Europaspielen 2023 die Qualifikation im Einzelwettbewerb gewinnen, schied dann aber im Halbfinale aus. Zudem gewann er beim Weltcup in Ankara an der Seite von İlke Özyüksel Gold in der Mixed-Staffel. Im Dezember fiel er jedoch erneut vom Pferd, wobei er sich das andere Schlüsselbein brach. Anfang 2024 musste er sich deshalb mehrfach operieren lassen. Dennoch konnte er sich für die Olympischen Sommerspiele in Paris qualifizieren. Im August nahm er als erster männlicher Fünfkämpfer aus der Türkei an Olympischen Spielen teil. Dort verlor er beim Reiten und Laufen die nötigen Punkte und schied als 13. seines Halbfinals mit 1481 Punkten aus. Im Gesamtergebnis belegte er Rang 25.
Ünal studiert Trainingswissenschaften an der Gazi Üniversitesi.